# 道草 (テレビ番組)
『道草』（みちくさ）は、テレビ東京で2009年4月5日から2010年3月28日まで放送されていたドライブを題材としたミニ番組。正式タイトルは『道草〜クルマで気ままに』（みちくさ クルマできままに）。NEXCO中日本の一社提供。製作はADKと東北新社。
毎月違うタレントがドライブ（道草）をする。

## 番組概要
- レポーターが自らクルマを運転し、観光スポット（特に東名、中央道エリア）をドライブする。
- 運転するクルマは自動車メーカーの広報車が使われることが多い（エンディングテロップに「車輌協力」が出るため）。

## 出演者
| 放送月     | 出演者     | 運転したクルマ                            |
| ---------- | ---------- | ----------------------------------------- |
| 2009年4月  | 片山右京   | トヨタ・エスティマ                        |
| 2009年5月  | 角田信朗   | スバル・インプレッサSTI                   |
| 2009年6月  | 磯山さやか | 日産・キューブ                            |
| 2009年7月  | 荻原次晴   | 三菱・ギャランフォルティス スポーツバック |
| 2009年8月  | 温水洋一   | マツダ・プレマシー                        |
| 2009年9月  | 吉田真由子 | ホンダ・クロスロード                      |
| 2009年10月 | 鶴見辰吾   | ホンダ・エアウェイブ                      |
| 2009年11月 | 中島史恵   | トヨタ・プリウス                          |
| 2009年12月 | 須藤元気   | スバル・アウトバック                      |
| 2010年1月  | 金子昇     | 日産・ムラーノ                            |
| 2010年2月  | 井上和香   | マツダ・デミオ（レンタカー）              |
| 2010年3月  | 横山めぐみ |                                           |

## スタッフ
- ナレーター：柳沢真由美

## ネット局と放送時間
NEXCO中日本の営業エリア上ネットしたのはテレビ愛知のみだった。
| 放送対象地域 | 放送局     | 系列           | 放送時間             | 放送期間                      |
| ------------ | ---------- | -------------- | -------------------- | ----------------------------- |
| 関東広域圏   | テレビ東京 | テレビ東京系列 | 日曜日 22:48 - 22:54 | 2009年4月5日 - 2010年3月28日  |
| 愛知県       | テレビ愛知 | テレビ東京系列 | 金曜日 21:54 - 22:00 | 2009年4月10日 - 2010年3月26日 |

| テレビ東京 日曜日 22:48 - 22:54枠 | テレビ東京 日曜日 22:48 - 22:54枠                | テレビ東京 日曜日 22:48 - 22:54枠 |
| 前番組                            | 番組名                                           | 次番組                            |
| --------------------------------- | ------------------------------------------------ | --------------------------------- |
| 人形芸人 ドント&ノット            | 道草〜クルマで気ままに （2009.4.5 - 2010.3.28）  | オススメ ↓ マネーの辞典           |
| テレビ愛知 金曜日 21:54 - 22:00枠 |                                                  |                                   |
| といろch                          | 道草〜クルマで気ままに （2009.4.10 - 2010.3.26） | 天気予報                          |